# Liana Balaci
Liana-Gabriela Ungur, nata Liana-Gabriela Balaci (Bistreț, 2 gennaio 1985), è un'ex tennista romena.

## Biografia
Figlia del calciatore Ilie Balaci, è conosciuta anche come Liana Ungur avendo sposato il tennista connazionale Adrian Ungur, col quale vive a Firenze.
Professionista dal 2000, nel 2010 è stata capace di issarsi fino alla posizione numero 157 del ranking mondiale in singolare. In carriera ha vinto 13 titoli del circuito ITF.
In Fed Cup ha disputato cinque incontri, con un bilancio di due vittorie e tre sconfitte.